# Gran Premio del Cincuentenario
El Gran Premio del Cincuentenario fue un gran premio disputado en 1966 durante la temporada de verano para conmemorar el 50º aniversario del hipódromo de San Sebastián. La carrera estaba destinada a caballos y yeguas de tres años en adelante sobre una distancia de 2.400 metros.

## Historia
Para conmemorar el 50º aniversario del hipódromo de San Sebastián, se decidió crear un gran premio especial para la ocasión. A parte de la cuantía económica, 1.250.000 pesetas de premio, también se entregó una copa de oro al ganador de la carrera. 
Años más tarde, con la intención de dar continuidad a esta carrera, se creó la carrera más importante de la actualidad del Hipódromo Municipal de San Sebastián, la Copa de Oro de San Sebastián – Donostiako Urrezko Kopa, con las mismas condiciones, distancia, y premio, tanto por la cuantía económica como por el trofeo al ganador. A pesar de ello, se consideran dos grandes premios independientes.

## Palmarés[2]
| Gran Premio del Cincuentenario |               |              |                  |                    |       |
| 1966                           | MARQUEZE (FR) | Henri Samani | Serge Boullenger | Cuadra André Rueff | 2400m |